# Иван Касабов (революционер)
Вижте пояснителната страница за други личности с името Иван Касабов.
Иван Христов Касабов е български депутат, общественик, революционер, юрист, журналист и публицист. Той е един от водачите на Тайния централен български комитет в Букурещ (1866 – 1868). От 1884 г. е действителен член на Българското книжовно дружество.

## Биография

### Образование и просветна дейност
Иван Касабов е роден през 1837 г. в Лясковец. Произхожда от заможно търговско семейство.Според някои сведения баща му е участник във въстанието на кап. Никола Филиповски (1856) Иван Касабов учи в известната Даскалоливница в Елена при Иван Момчилов, а по-късно в Белград, (1852) където следва право.  Още като ученик  се свързва с революционно-политическата емиграция. Посещава Виена, Нови Сад и накрая се установява в Сремски Карловци, където  довършва образованието си в местната сръбска гимназия  Тук за първи път се запознава с Георги Раковски.  Учителства една година в Русе.  Запознава се със сръбски политически емигранти. След падането на княз Александър Караджорджевич (1842-1858) Касабов се завръща в Белград и постъпва в Правния факулет на Белградския лицей.

### Революционна дейност
Още като студент издава книгата "Освобождението на Сърбия от Александър Караджорджевича и Милош Обреновича" (1860). По това време Георги Раковски започва да издава "Дунавски лебед" и привлича Касабов в редакцията. Впоследствие Раковски пътува до Одеса и Касабов се заема изцяло с организацията на вестника. Иван Касабов се включва активно в организирането на Първата българска легия. (1862)  Именно той написва "Щтатут на един привременен български комитет" (1862). Във втората си редакция на документа под него е името на Раковски, а той носи името "Привременно българско началство". Касабов е сред членовете на това началство. Скоро Касабов изпада в конфликт с Раковски как да се изразходва народната пара.  Раковски отделя значителна част от парите за униформи и въобще за представителност на легистите и на себе си като техен воевода; в същото време Касабов настоява по-голям дял от парите да отива за оръжие на легистите.В резултат от конфликта си с Раковски отива в отряда на Ильо войвода. След провала на Легията Касалбов заминава във Виена, където завършва право във Виенския университет. По-късно се установява в Румъния, където и практикува адвокатската си професия. Защитава докторат по право през 1864.  Учителства в Гюргево (1864-1865), Болград и Плоещ (1865-1866), установява се в Букурещ (1866) Тук отново става сътрудник на Раковски. Касабов се свързва с революционната емиграция и става учредител и главен идеолог на ТБЦК.
В 1866 година между Раковски и Касабов възниква конфликт, оценяван от някои автори като идеен спор. През следващите години Касабов се изявява като ръководител на ТБЦК, редактор на вестник „Народност“, активен участник в „Българското общество“ и „Млада България“. Със създаването на БРЦК той се отдръпва от политическия живот, но продължава да поддържа връзки с представителите на революционната емиграция. Като адвокат в Букурещ помага нерядко на преследвани от румънската полиция български хъшове. През 1892 г. завършва право в Брюкселския свободен университет.
Междувременно Раковски започва сериозна критика на ТБЦК. Повод за това му дават и т.нар. автономистки тези на ТБЦК. Постепенно в ТБЦК се обособяват две течения - умерено (с Олимпи Панов) и радикално (с Иван Касабов и Панталей Кисимов). Първото иска създаването на българо-сръбска федерация, а второто - дуална Османо-българска монархия, по модела на Австро - Унгария. Раковски, който ратува за независимост преценява действията на Касабов като отстъпнически. Междувременно ТБЦК получава атаки и от Добродетелната дружина, която припознава в него политически опонент за влияние.   Лишен от възможност за спокойна работа Касабов се оттегля в Плоещ и се отдава на адвокатска практика. Въпреки това продължава да подпомага революцонното дело според силите си. Той подпомага четите на Хаджи Димитър и Стефан Караджа. Касабов съставя Прокламация до българския народ и Меморандум до султана и Великите сили. В тях се говори вече не за автономия, а за независимост. След преминаването на четите  в българските земи той публикува във в. "Народност" обяснение за тяхната цел.
Постепенно през 1869 година около него се формира кръгът „Млада България“. Касабов се среща с Александър Херцен, Михаил Бакунин и пр. с цел прогапанда на българския въпрос. Пак от зимата на 1869 година Касабов подпомага Васил Левски при неговата втора обиколка.  Той създава  и отпечатва Прокламация от името на Българското привременно правителство в Балкана, която Левски да разпространи; освен това дава шифровките си на Васил Левски. Касабов подпомага и Каравелов, но поради антируската си риторика постепенно губи влияние сред българскакта емиграция.  Със създаването на БРЦК той се отдръпва от политическия живот, но продължава да поддържа връзки с представителите на революционната емиграция.  За да практикува адвокатската професия той приема румънско гражданство - за което е силно критикуван от българската емиграция в странство. Въпреки това не прекъсва връзките си революционното дело. Като адвокат в Букурещ често помага на преследвани от румънската полиция български хъшове.  През Руско - турската освободителна война (1877-78) той подпомага канцеларията на княз Черкаски.

### Политическа и обществена дейност
След Освобождението  е избран за депутат в Учредителното I ВНС. Работи като председател на Търновският окръжен съд  (1878 - 1879), като помощник - прокурор в Софийския апелативен съд (1880-1881)  и като помощник - прокурор във Върховният касационен съд(1887 - 1891). Привърженик на Либералната партия (радослависти) и е главен редактор на нейният орган, в. "Народни права". През време на  режима на Стамболов (1887-1894)  е преследван заради политически убеждения и е принуден да емигрира в Белгия.През 1892 г. завършва право в Брюкселския свободен университет. След четири години изгнание се завръща в България през 1894 г. Назначен е последователно за прокурор и съдия във Върховния съд. Член е на Вакъфската комисия (1905-1908)
Деец е на Македоно-одринската организация. През април 1901 година е делегат на Осмия македоно-одрински конгрес от Поповското дружество.
Умира в София през 1911 година.